# Običe
Običe (nemško Obitschach) je naselje v Občini Žrelec v Okraju Celovec-dežela na Koroškem v Avstriji.